# جيمس د. هارت
جيمس د. هارت (بالإنجليزية: James D. Hart)‏ هو أكاديمي وأمين مكتبة أمريكي، ولد في 18 أبريل 1911 في سان فرانسيسكو في الولايات المتحدة، وتوفي في 23 يوليو 1990 في بيركيلي في الولايات المتحدة.